# Максимов Володимир Костянтинович
Володимир Костянтинович Максимов (нар. 3 грудня 1899 в місті Рибинськ, нині Ярославської області, Російська Федерація) – пом. 19 квітня 1945) – радянський військовик, Герой Радянського Союзу (1943), Генерал-майор (1944). 

## Життєпис
Максимов брав участь у Першій та Другій світових війнах, а також у військових діях 1918–1920 років.
У 1927 році він закінчив курси вдосконалення командного складу. 
15 вересня 1943 передовий загін 24-ї гвардійської механізованої бригади (командир полковник Володимир Максимов) у складі мотострілецького батальйону, двох протитанкових гармат, мінометної батареї й танку Т-34 перейшли у контрнаступ і після бою, який тривав близько шести годин, зайняли село Володькова Дівиця (нині в Носівській громаді Ніжинського району Чернігівщини).
У вересні 1943 він виділився як командир 24-ї гвардійської механізованої бригади 7-го гвардійського механізованого корпусу під час форсування Дніпра поблизу села Губин (Чорнобильського, нині Іванківського району Київської області).
Загинув у бою поблизу Берліна. Похований у Кутузовському меморіальному комплексі у місті Болеславець, що знаходиться в сучасному Нижньосілезькому воєводстві, Польща.

## Відзнаки
Максимов був відзначений численними державними та бойовими нагородами СРСР за свою військову службу.